# Tatikios
Tatikios, cunoscut și ca Taticius (n. cca. 1057 - d. cca. 1103) a fost un comandant bizantin din timpul primei Cruciade, unul dintre cei mai apropiați consilieri ai împăratului Alexios I Comnen.

## Prima Cruicadă
În 1096 Tatikios a condus garnizoana Constantinopolului care a respins atacul cruciaților asupra orașului. Mai târziu, el a însoțit armata cruciată ca reprezentant al împăratului bizantin, având sub comanda sa două mii de soldați. Tatikios a luat parte la asediul Niceeii și la negocierile cu garnizoana cruciatǎ, ca urmare cǎrora bizantinii au reușit să facă rost de oraș, înșelând cruciații.
După capturarea Niceeii, a însoțit cruciați în timpul trecerii acestora prin Anatolia, având grijă ca pǎmânturile cucerite sǎ fie transferate în temeiul contractului. Potrivit Gesta Francorum el a dat în mod repetat, sfaturi tactice cruciaților, spunându-le informații importante. Probabil, el și oamenii lui au luat parte și la Bătălia de la Dorylaeum.
Tatikios a participat și la asediul Antiohiei, însǎ prezența lui nu era doritǎ de Boemund de Taranto, care nu voia să întoarcă bizantinilor Antiohia. Prin urmare, Boemund l-a convins pe Tatikos că unii conducători ai cruciadei au inițiat un complot împotriva lui. Speriat, Tatikios a plecat imediat din armatǎ și s-a întors în Cipru, cu promisiunea de a trimite mai târziu întăriri armatei latine. După ce a plecat Tatikos, Boemund a izbucnit cu acuzații și blesteme la adresa lui, în final conducǎtorii cruciadei au decis că Tatikios i-a trădat și a părăsit armata din propria sa lașitate. Ulterior, acest incident a avut un impact negativ asupra relațiilor dintre europeni și bizantini.
Ultima mențiune despre Tatikios dateazǎ din 1099, când acesta a condus cu succes flota bizantinǎ, împotriva piraților-cruciați din Pisa.